# Cheirostylis grandiflora
Cheirostylis grandiflora är en orkidéart som beskrevs av Carl Ludwig von Blume. Cheirostylis grandiflora ingår i släktet Cheirostylis och familjen orkidéer. Inga underarter finns listade i Catalogue of Life.